# 大怪獣バトル ウルトラアドベンチャー
『大怪獣バトル ウルトラアドベンチャー』（だいかいじゅうバトル ウルトラアドベンチャー）は、西川伸司による日本の漫画作品である。『ケロケロエース』（角川書店）に連載されていた。本記事では、物語がリンクしている同作者の『大怪獣バトル ウルトラアドベンチャーNEO』（だいかいじゅうバトル ウルトラアドベンチャーネオ）についても記載する。
データカードダス『大怪獣バトル ULTRA MONSTERS』を題材としている。

## 概要
- 原案：荒木憲一
- 原作、監修：円谷プロダクション
- 協力：株式会社バンダイカード事業部

物語はゲーム版『大怪獣バトル』や『ウルトラギャラクシー大怪獣バトル』と連動しており、『ウルトラギャラクシー』から半世紀後の世界を舞台としている。話の流れはゲーム版『大怪獣バトル』およびジャンボカードダスのシート裏面のストーリーとほぼ同じだが、ゲーム版などでは描かれなかったシーンがより細かく描写されている。また、ゲームには登場していない怪獣や超獣も多数登場している。
単行本は、物語の序盤のみを収録した3巻分で刊行が停止していたが、2018年10月31日にKADOKAWAより上下巻構成で無印シリーズの全話を収録した単行本が刊行された。

## 内容
『大怪獣バトル ウルトラアドベンチャー』
地球の危機を救ってきたウルトラマンたちの存在が伝説となり、怪獣たちが絶滅した宇宙進出時代。宇宙開拓組織ZAP SPACYの父を持つ怪獣好きの小学生御蔵イオは宇宙船港で絶滅した筈の怪獣と出くわし、そこで手に入れたバトルナイザーでゴモラを操り、怪獣たちに立ち向かう。そしてピグモンと出逢い、この事態がブルトンの四次元現象だと判明する。怪獣から人々を守るためにブルトンを倒すことを決意するが、これが全宇宙の存亡を懸けた大いなる戦いの再開だということをイオは知る由もなかった。
『大怪獣バトル ウルトラアドベンチャーNEO』
イオが決戦の地である惑星ボリスに辿り着いたころ、ウルトラマンティガが活躍する別次元の地球では特別捜査チームGUTSの医療隊員を母に持ち、宇宙飛行士を目指す少年アサマ・アイは偶然、宇宙から流れてくる電波でキリエロイドと星人たちに追われるカネゴンの映像を拾う。母からカネゴンの特徴を話し、空想特撮科学「ウルトラシリーズ」の劇中に登場する怪獣だと聞くとそれを確かめるために翌日、ウルトラ怪獣図鑑を手に入れるが偶然そこでカネゴンと出逢う。そしてカネゴンを追ってウルトラシリーズの星人たちが街に現れた。GUTSとウルトラマンティガが応戦するも多勢に無勢で次第に不利になってゆく。その時カネゴンのバトルナイザーがアイに反応し、二人はティガを助けるためにレッドキングを召喚した。

## 登場人物

### 共通
御蔵イオ
『無印』の主人公。怪獣が好きな少年でゲーム「大怪獣バトル」が強く、怪獣についての知識も豊富。バトルナイザーでゴモラとベムラーを操る。チョコレートが好き。ウルトラマンネクサスのコアゲージのようなマークがプリントされた服を着ている。一話だけレイモンと一体化し変身した。
- ゲーム版では主人公の容姿が設定されていなかったため、本作品用にデザインされた。アホ毛は主人公である目印として加えられた。

ケイト
レイモンの姉。ゼットンを使役する。過去の戦いでレイと戦う姿をイオが目撃し、アイの前では精神体として現れ、自身のゼットンがレイブラッド星人の憑代となった経緯とアイが利用されていたという真実を話す。強大な敵の前に戦意を失わないアイに安心したように姿を消した。

### 無印
アカネ
イオの友達。イオがゴモラを使役するという話が真実だと気づき、最後にイオの母親やカレンと共に彼の帰還に対面する。
ダイ
イオの友達。
イオの母親
イオが大阪に向かう際にキャッシュカードを渡す。これが後述のカネゴンを助けるために役立つ。イオが行方不明になった時は悲しみを隠せなかった。
御蔵カレン
イオの祖母。少女のころ、惑星ボリスにいたため、イオのバトルナイザーを見て驚きを見せる。過去の惑星ボリスで未来の孫であるイオと出会っている。
- 『ウルトラギャラクシー』とのリンクはプロットにはなく、西川の提案により取り入れられた。

イオの父親
ZAP SPACYの開拓惑星アヴェル支部担当者。ギギに囚われていたがイオに救出される。
レイ
イオが過去の惑星ボリスに跳んだ時、ケイトとの戦いの様子を目撃した。その戦いの最中に覚醒する。
ヒュウガ
スペースペンドラゴンの船長。過去の惑星ボリスに登場。
ハルナ
スペースペンドラゴンの副船長。過去の惑星ボリスに登場。
オキ司令官
ZAPの地球司令官。スペースペンドラゴンのクルーとして惑星ボリスにいたため、イオのゴモラの出現に過去の戦いを重ねる。

### NEO
アサマ･アイ
『NEO』の主人公。宇宙飛行士になるために科学に関する知識が豊富。『NEO』の世界では『ティガ』以外のウルトラ怪獣は架空の存在のため本で調べた程度だが、怪獣を操る能力は暴れん坊のレッドキングを気合だけで抑え込むほどに高い。借り物であるためかアイ一人ではバトルナイザーを起動させることは出来ないため、常にカネゴンと行動を共にする必要があったが、戦いの末に自分一人の意思で操り『第二覚醒』を果たした。かつてグリッターティガの光となったこともあるが当時の記憶は曖昧になっている。戦いを終えた後はカネゴン、イオ、ヴィットリオから正式なレイオニクスとして認められ、ネオバトルナイザーを受け取る。
アイの母親
GUTS極東本部基地「ダイブハンガー」の医療班に所属する。アイが目撃したカネゴンの話を聞いてテレビ「ウルトラシリーズ」のことを聞かせる。
イルマ隊長、ムナカタ副隊長
防衛チームGUTSの指揮を担う2人。他にも1コマだけレナが登場している。

## 登場怪獣・宇宙人

### 共通（登場怪獣・宇宙人）
ゴモラ
イオに操られる怪獣。イオを守るかのように、どんな攻撃を受けようとも、現れる怪獣に立ち向かう。ピグモン曰く「プライドが高い」。過去の惑星ボリスでレイの使役する別個体が登場。イオが見た戦いをヒントに超振動波を編み出す。
ピグモン
体を張ってイオを守る、友好珍獣。怪獣の居場所を感知する能力を持っている。イオをサポートする。姿の似ているガラモンと一緒にされたくない模様。実はレイブラッドの使役怪獣。わざとイオが戦いに巻き込まれるよう仕向けていたが、裏切ってイオを助ける。
- 登場当初はシリアス要素もあったため、デザインもそれに合わせたものであったが、次第にコメディリリーフとしての役割が強くなり、絵柄もディフォルメされていった。

レッドキング（NEO）
ブルトンとの再戦でカネゴンが呼び出し、ゴモラと共に戦う。その後、カネゴンと出逢ったアイの手に渡る。乱暴者で主であるカネゴンの命令をも碌に聞き入れないがアイの気迫に圧され以降、彼の命令には従い性格も丸くなる。一度に二つの命令を実行出来ないなど、融通が利かなかったりアイに怒られてスネるなどといったコミカルな描写が多いが腕力ならヴィットリオのEXゴモラと渡り合えるほどに強く、戦いの中で地面を爆発させる新技「アースクラッシャー」を編み出したアイの頼れる相棒。相対する星人たちは皆、レッドキングが怪獣でも格下の部類と見ているがその油断と予想外の力で倒されている。惑星ハマーでアイが暴走の前兆を見せた切っ掛けで超高熱を帯びたドロップキックを繰り出す最強技「ヴォルガニックインパクト」を編み出す。
レッドキング（レイオニックバースト）
一人で召喚出来るようになったアイの成長に呼応して強化された赤いレッドキング。グローザムが誇る絶対零度の身体さえも溶かしてしまうほどの超高温を纏う。
カネゴン
レイオニクス。金切れで倒れたところをイオがキャッシュカードで助ける。そのお礼にレッドキングで援護するが上手く操れない。ブルトンが倒され、四次元空間が崩壊する際に跳ばされた先の惑星でバトルナイザー狙いの星人たちに絡まれ、逃げているうちに次元に空いた穴に飛び込み『NEO』の世界に迷い込む。その後バトルナイザーを売り払おうと考えてアイに同行し、彼のナビに徹する。一見ふざけているように見えるが、怪獣についての知識は豊富で宇宙コインで巨大化して自ら戦うこともあり、彼と助け合ううちに友情が芽生え、別れの際には自分のバトルナイザーを正式な持ち主として彼に託す。
レイモン
夢でイオに語りかけていた伝説のレイオニクス。イオは過去のボリスで覚醒するのを目撃した。イオのバトルナイザーに意思が宿っていた。自身がウルトラマン、ウルトラセブンに導かれたようにイオを導くと決める。レイモン（バーストモード）との戦いでイオと一体化して戦い、最後は分離してレイモン（バーストモード）に特攻をかける。
キール星人ヴィットリオ（第8話～）
レイオニクスの少年。イオやアイより2～3齢ほど年上で怪獣を操る能力、知識はイオ以上。自尊心が強い性格。自分と年が近いイオに興味を持って姿を現して以降、両者認め合う宿敵となる。本作品では金髪をオールバックにした鋭い目つきの素顔が見られる。『NEO』では倒した筈のレイブラッド星人の波動を察知し、ガッツ星人の実験場で出逢ったアイの仲間として彼と同行する。ハマーで暴走してしまった末にネオバトルナイザーが破損して以降、戦えずにいたが最終決戦においてイオを援軍によこし、自身のレイオニクスパワーを分け与えて共に勝利した。
EXゴモラ
ゴモラの進化形態。キール星のレイオニクスヴィットリオが操る怪獣。伸縮自在の尻尾による攻撃でヤプールの超獣軍団をまとめて倒し、イオのゴモラとの実力差を見せ付けた。惑星ボリスとの戦いではザラブ星人のEXエレキング、メトロン星人のEXレッドキングを圧倒的な力で倒す。イオのゴモラにも再び力の差を見せつけ、超振動波の撃ち合いで押し勝つ。地球での最終決戦時、レイブラッド星人のデスフェイサーを倒すために一度イオの手に委ねられる。その後、過去の惑星ボリスでレイモンのゴモラが覚醒した個体も登場。
ヤプール
かつてレイブラッド星人に全滅寸前まで追い込まれたことがあり、レイブラッド星人の復活を阻止するために配下の超獣を送り込んで、レイオニクスの抹殺を企む。
レイブラッド星人
事件の黒幕。レイオニクスを騙して戦わせ、生き残った者たちのエネルギーを吸収して復活を企んだが、イオとの激戦の前に敗北する。しかし万が一のために自身の憑代となるゼットンの遺伝子をカネゴンのバトルナイザーに潜ませ、目論みは成功してEXゼットンの姿で復活する。イオ、ヴィットリオ、アイ、カネゴンらレイオニクスとの最終決戦に挑み、今度こそ倒された。

### 無印（登場怪獣・宇宙人）
ベムラー
イオに操られる怪獣。元はヒッポリト星人が操る怪獣だったが、ゴモラとの戦いに敗れた後、バトルナイザーに回収されてイオの新たな仲間となる。ピグモン曰く「イオの怪獣の中では弱い方」らしく、それを聞いて拗ねるなどコミカルな面も見せる。最後の戦いで身を挺してゴモラを護り、息絶える。
ゴルザ（第1話）
ゴモラが最初に戦うことになった怪獣。超音波光線でゴモラを苦しめるもゴモラの粘り強さに地中に逃げ込んだ。
ガンQ（第1話）
ゴルザと共に宇宙港に現れ、得意の体内吸収を仕掛ける。最後はゴモラの角かち上げ攻撃、尻尾攻撃とゴルザの超音波光線を受け、爆発。
サドラ、スカイドン、モンスアーガー、テレスドン、ガマクジラ（第2話）
日本各地に出現した怪獣たち。サドラは山形、スカイドンは千葉、テレスドンは福岡、ガマクジラは駿河湾に現れた。モンスアーガーは長野に現れ、アカネの祖父の家を踏み潰している。
レッドキング（第2話、第3話）
街に出現し、ゴモラと対決する。相変わらずの怪力で、ビルを持ち上げて岩石投げを仕掛けるが、角を使っての突進で破られ、尻尾攻撃連打を受けて倒れた。
ファイヤーゴルザ（第3話、第4話）
第1話でゴモラに敗れて逃げたゴルザがパワーアップしたもので、イオが乗る「いなづま号」をメルバと共に狙う。強化された超音波光線でゴモラを攻撃するが、一時的に覚醒したゴモラの角かち上げで今度こそ倒された。
メルバ（第3話、第4話）
ファイヤーゴルザと共に「いなづま号」を狙って現れた。空中からゴモラを地面に叩きつけるが、逆にそのショックでゴモラを覚醒させてしまい、敗北。
ブルトン（第4話、第5話、第12話、第13話）
時空を超えて怪獣たちを送り込んでいた元凶。大阪に現れ、大阪城に融合したり消えるなどの四次元現象を引き起こす。送り込んだジェロニモンたちを倒されると四次元へ逃亡。その際にイオたちを謎の惑星に飛ばした。惑星アヴェルで再びイオと対決。キングジョースカーレットのペダニウムランサーをヒントにした超振動波（ゼロシュート）を受けて倒れる。
ジェロニモン（第4話、第5話）
ブルトンが呼び寄せた怪獣。得意の怪獣蘇生で、倒されたレイキュバスや超コッヴを復活させる。怪獣復活を阻止されると無重力光線でゴモラを攻撃するが、尻尾と押しつぶしによる攻撃を受けて敗れる。
レイキュバス（第4話、第5話）
ブルトンが呼び寄せた怪獣。超コッヴと共にゴモラに挑み、火炎弾で苦しめる。一度倒されてもジェロニモンの超能力で復活して襲い掛かるが、超コッヴと共にゴモラを挟み撃ちにしたところを攻撃をかわされて同士打ちとなる。
超コッヴ（第4話、第5話）
ブルトンが呼び寄せた怪獣。レイキュバスと共にゴモラに挑み、頭からの光線で苦しめる。一度倒されてもジェロニモンの超能力で復活して襲い掛かるが、レイキュバスと共にゴモラを挟み撃ちにしたところを攻撃をかわされて同士打ちとなる。
ツインテール（第5話）
謎の惑星に飛ばされたイオの前に出現。体力が回復していないゴモラを退け、天敵であるグドンとも戦うが、頭の鞭を食い千切られて敗れた。肉は食料になるらしく、グドンが食べ残した物をペダン星人も食べていた。
グドン（第5話）
謎の惑星に生息し、ピグモンを追いかけていた。天敵であるツインテールと因縁の対決を繰り広げる。
サタンビートル（第6話）
謎の惑星に生息し、ペダン星人の隠れ住んでいた廃屋付近で暴れていた。ゴモラに追い返されている。
キングジョー（第5話～第7話、第10話）
謎の惑星に不時着したペダン星人が搭乗していた。任務遂行中に敵の攻撃を受けて大破しており、頭部だけの状態となっている。修理を終えた後、一度は惑星を飛び立つが、イオを救おうとするペダン星人の操縦により、ヒッポリト星人に特攻した。また、第10話でEXタイラントが出現した際にも何機か出動したが、全滅した。
ペダン星人
高い科学力を誇る宇宙人。キングジョーを戦力として所用しているため、バトルナイザーも必要としていない。ナックル星人とは戦争状態にある。
- 本作品にて初めて詳細な姿のデザインが公式に設定され、マスクはキングジョーの胸部を思わせるデザインで、その下の素顔は人間と同じようなものとなっている。前垂れ状の服は、『ウルトラセブン』後半に登場する宇宙人に多いことから取り入れられた。脚本では主人公がペダン星人のおじさんと普通に会話を行っていたことから、西川は素顔を地球人と変わらないものとした。

ペダン星人のおじさん（第5話～第7話）
何年か前の任務遂行中に敵の攻撃を受けてキングジョーと共に謎の惑星に不時着。ペダン星へ帰還するためにキングジョーを修理していた。出会ったイオから「ペダン星人のおじさん」と慕われ、彼と交流を深めていく。最後はイオを救うため、搭乗したキングジョーと共にヒッポリト星人に特攻して戦死。その後、イオの手により墓が立てられた。
ドロシー（第7話～第10話）
ペダン星の女艦長。キングジョー捜索のために部下を率いて惑星を訪れ、イオたちと出会う。イオを地球へ送り届ける約束をする代わりとして、ナックル星との戦争を終結させるべくイオに協力を求める。また、キングジョースカーレットという専用機も持っており、戦闘の際にはこれに乗って戦う。ナックル星人と超獣軍団の総攻撃の際に、バトルナイザーの複製の試作品で一度EXタイラントを手懐けるも、失敗。自分以外のペダン星人を全滅させてしまう。その後頭部だけになったキングジョースカーレットを使ってイオを地球に送り届けようとするも、EXタイラント（デスボーン）の攻撃で致命傷を負い、イオに未来を作っていく可能性があるのかもしれないと悟った後、静かに息を引き取った。
名前は『ウルトラセブン』においてペダン星人と同じ回に登場した女性科学者の名前が元ネタ。
兵士（第7話～第10話）
ドロシー艦長が率いるペダン星人の一般兵士たち。
ヒッポリト星人（第6話、第7話）
バトルナイザーを手に入れて宇宙支配を目論む。ゲーム版と同じ敬語口調で喋り、ペダン星人に化けてバトルナイザーを騙し取ろうとするなど、より狡猾な面を見せる。巨大化してベムラーと共にゴモラを苦しめるが、ペダン星人の乗るキングジョーの特攻により爆死。
バキシム（第7話）
ヤプールがレイオニクス抹殺のために送り込んだ超獣。持ち前の火力や角ミサイルでゴモラにダメージを与えるが、キングジョーブラックのペダニウムランチャーの一撃を受けて倒された。
キングジョーブラック（第7話～第10話、第14話～第16話）
キングジョーの強化タイプ。旧型よりも高い戦闘力を誇り、量産もされている。ナックル星人と超獣軍団がペダン星に総攻撃を仕掛けに来た際にも、大量に出動するも、最後の最後でEXタイラントの暴走で全滅してしまった。過去の惑星ボリスにも登場し、その残骸は物語現在のボリスに残っている。分離合体中は隙ができるためファイヤーモンスに炎の剣で妨害されている。
ブラックキング（第8話～第10話）
ナックル星人が操る怪獣。ペダン星人に捕らえられていたが、ナックル星人に解放されて暴れる。イオのベムラーと戦うが、捕らえられて弱っていたこともあり、青色熱光線と怪獣連撃を受けて倒された。後に別の個体がペダン星の総攻撃の際に大量に送り込まれたが、ほとんどがキングジョーブラックに倒された。
ナックル星人（第8話～第10話）
ブラックキングを操る宇宙人で、ペダン星人とは戦争状態にある。ブラックキングと共に捕虜として捕らえられていたナックル星人は、キングジョーブラックとエースキラーの戦いの隙に脱走、ペダン星人に撃たれ、ブラックキングを解放させて息絶えた。
後に本軍の個体も複数登場。ヤプール人と手を組み、大量のブラックキングを使ってペダン星へ総攻撃を仕掛けたが、ヤプールが援護も忘れてイオを狙い始めたことで劣勢になったため、最終兵器としてEXタイラントを送り込むも、ドロシーの持つバトルナイザーの試作品で操られ、サウンドギラーを旗艦にぶつけられて全滅する。
エースキラー（第8話、第9話）
ヤプール配下の異次元超人で、イオが乗るペダン星人の母艦を狙う。ウルトラ兄弟の技を駆使してキングジョーブラック相手に善戦するが、ペダニウムランチャーでカギ爪状の左腕を破壊されて退却した。後にナックル星人たちとヤプールの超獣軍団が総攻撃した際に、前回破壊された左腕をハサミ状のものに付け替えた状態で登場。イオの前に現れ、ベムラーを苦しめたが、完全復活したゴモラの尻尾攻撃で破壊された。
ベムラーとの戦いの際に八つ裂き光輪らしき技を使用していた他、ビーム状のM87光線を発射可能。また生命反応が無い、ゴモラに攻撃されて内部の機械部品が飛び出すなど、ロボットらしさが強調されている。
ヤプールの超獣軍団（第9話、第10話）
ナックル星人と手を組んだヤプールがペダン星に送り込んだ超獣軍団。A本編でヤプールが明確に操ったものに加え、全滅後に登場した野良超獣も一部は今回はヤプール配下として登場している。大量に現れペダン星の司令部を攻撃したが、キングジョーブラックの攻撃やEXタイラントの暴走などで全滅した。
なお現れた超獣は、ベロクロン、ガラン、アリブンタ、ブロッケン、ドラゴリー、キングクラブ、ブラックサタン、ホタルンガ、サボテンダー、ガマス、バラバ、カメレキング、ユニタング、ザイゴン、キングカッパー、ファイヤーモンス、ゼミストラー、ルナチクス、ガスゲゴン、コオクス、マッハレス、カイテイガガン、バッドバアロン、ベロクロン二世、サウンドギラー、ドリームギラス、レッドジャックの合計27体。
キングジョースカーレット（第10話、第11話）
本作品オリジナルのキングジョーのバリエーション機体で、名前の通り紅いボディを持ち、さらに背中のタンクが大型になっている。EXタイラントが出現した際にドロシーがこれに乗って出撃。ランス状の右腕「ペダニウムランサー」や、そこから放たれる電撃攻撃で超獣軍団を一掃、さらに暴走したEXタイラントにも果敢に立ち向かったが、敵うはずが無く胴体を破壊され、頭部だけになってしまった。
後にゲーム版にもスーパーコンボカードとして登場し、さらにペダン星人と共に『ウルトラギャラクシーNEO』にも登場した。
- キングジョーブラックの登場を受け、さらなるバリエーションとして創作された。名前は女性キャラクターが搭乗することに因む。

EXタイラント（第10話、第11話）
ナックル星人とヤプールの共同技術により強化改造されたタイラント。劣勢を強いられたナックル星人が最後の手段として送り込んだ。チェーンで衛星を引き寄せて攻撃する隕石落しが得意技で、この攻撃は惑星の近くに影響を与える。一時はドロシーの持つバトルナイザーの複製の試作品で操られ、ナックル星人を攻撃するも、すぐに解けて暴走。ドロシー以外のペダン星人を皆殺しにし、司令部を隕石落しで攻撃、ペダン星を崩壊させるほどのダメージを与えた後、イオのゴモラと激突。圧倒的なパワーで追い詰めたが、ゴモラの超振動波で地面を砕かれ、その中から噴出したマグマに沈んだ。
設定的には『ウルトラマン Fighting Evolution Rebirth』の改造タイラントに近いが、チェーンは通常のタイラント同様に鉄球からチェーンが直接伸びる仕組みになっている。
EXタイラント（デスボーン）（第11話）
マグマに沈んだEXタイラントが骸骨のような姿になって蘇ったもので、ピグモン曰く「タイラントのオバケ」。脱出を邪魔するかのように、イオたちの乗るキングジョースカーレットの頭部にチェーンを巻きつけるも、キングジョースカーレットの攻撃で頭部を砕かれ、再びマグマに沈んだ。
ゲランダ（第11話）
イオ達の乗るキングジョースカーレットの前に突如現れ、惑星アヴァルに連れ去った。
ギギA、B、C、巨大化（第12話）
惑星アヴェルのZAP支部を占拠して、隊員たちを縮小して閉じ込めた。イオたちを捕らえようとした際、逆に操作された縮小化光線銃の光を浴びて巨大化したピグモンに追い回されるが、合体して三面異次元人ギギになる。イオの焦った指示もあって押していたがゴモラの尻尾攻撃で倒された。
恐竜戦車（第12話、第13話）
ブルトンが呼び出した怪獣。火力を使った攻撃とネロンガとの一対二でゴモラを押していたがレッドキングの参戦で逆転する。破壊される寸前だったがカネゴンが「やりすぎだ」とレッドキングを戻したので助かった。
ネロンガ（第12話、第13話）
ブルトンが呼び出した怪獣。透明能力と恐竜戦車との一対二でゴモラを押していたがレッドキングの参戦で逆転する。ゴモラの角攻撃でレッドキングに投げ飛ばされた恐竜戦車と激突して倒される。
ザラブ星人（第13話、第15話～第18話）
レイオニクスの一人。EXエレキングを使役する。登場時はメトロン星人と交戦していた。ゲームと同じく好戦的な性格。ピグモン曰く「血の気の多い連中」。過去から戻ってきたヴィットリオに敗北後、レイブラット星人復活のため、エネルギーを吸収されてミイラとなる。
EXエレキング（第13話、第15話）
ザラブ星人の使役怪獣。イオが惑星に跳ばされた時にはEXレッドキングと戦っていた。EXゴモラのEX超振動波で爆発する。
メトロン星人（第13話、第15話～第18話）
レイオニクスの一人。EXレッドキングを使役する。登場時はザラブ星人と交戦していた。ゲームと同じく好戦的な性格。過去から戻ってきたヴィットリオに敗北後、レイブラット星人復活のためにエネルギーを吸収されてミイラとなる。
EXレッドキング（第13話、第15話）
メトロン星人の使役怪獣。イオが惑星に跳ばされた時にはEXレッドキングと戦っていた。ザラブ星人が敗れた後、EXゴモラと得意の接近戦に持ち込むが圧倒的な力の差を見せつけられる。
ババルウ星人（第13話、第14話、第15話）
レイオニクスに選ばれなかったため、全てのレイオニクスを倒して最強になろうとする。自ら巨大化して戦い、ベムラーを追い詰めるがヴィットリオの登場で過去に退散する。レイモンを抹殺しようとし、ヴィットリオが持つボスタング型宇宙船で過去に来たイオと戦う。アラドスを人質にするがレイの戦いをヒントにした超振動波によって倒される。
バジリス（第13話）
ババルウ星人の使役怪獣。ベムラーと戦うがイオの力で成長していたために苦戦。ババルウ星人との二対一で形勢逆転となるがEXゴモラのEX超振動波で消し飛ぶ。
アラドスの子供（第13話～第17話）
ババルウ星人に強制されていた怪獣。過去の惑星ボリスにてイオに救出され、復活したウルトラマンに従いイオたちを元の時代に連れ帰り、自分の世界に帰る。
マグラー、サドラ（第15話）
テレスドン、ドラコ、アーストロン、モンスアーガ、クリッター（第19話）
地球に出現した怪獣。ブルトンが倒されて以降は新たに出現する事はなく、ZAPの戦闘機と交戦していた。第19話にて地球に現れたデスフェイサーと交戦するが歯が立たず、次々と倒されエネルギーを吸収されてしまう。
ケムラー、アーストロン、サドラ、エリガル、ケルビム（第16話）
過去の惑星ボリスに生息していた怪獣たち。人工太陽の爆発により惑星と宿命を共にする。
レイモン（バーストモード）（第17話～第19話）
完全復活前のレイブラッド星人が実体化した「動きやすい」姿。
グランドキング（第18話）
レイモン（バーストモード）の使役怪獣。ゴモラとEXゴモラの2体を相手にする。EX超振動波で倒された。
- ゲーム版では登場していない。

シルバーブルーメ（第17話、第18話）
レイブラッド星人の使役する円盤生物。レイオニクスのエネルギーを吸収するために現れる。ザラブ星人とメトロン星人のレイオニクスパワーを奪い、ヴィットリオをも吸収しようとするが間一髪イオが触手を撃ち抜き、ゴモラの超振動波で倒される。
デスフェイサー（第19話）
プロメテウスが変形した電脳魔神。第13話でイオとゴモラ、ベムラーのデータを読み取り、戦闘方を全て把握する。ネオマキシマ砲でゴモラを倒そうとするがベムラーの決死の行動に阻止され、データを読み取られていなかったEXゴモラの猛撃で形勢逆転となる。W超振動波ゼロシュートによってレイブラッド星人共々消滅する。

### NEO（登場怪獣・宇宙人）
アギラ
レイオニクスを巡る争いを止めるためにセブンと共に戦っていたがはぐれてしまい、アイの世界に迷い込む。バードンに襲われていたアイを助けるために現れ、回復とセブンに届けるためにバトルナイザーにセーブされて新たな使役怪獣となる。戦いが終わった後はアイとの別れを惜しみながらセブンの元に帰った。
キリエロイド（第1話～第3話、第8話～第10話）
ブルトンによってテレビシリーズ『ウルトラマンティガ』から『大怪獣バトル』シリーズの世界に跳ばされて放浪する異世界人。全ての宇宙を救済へと導くことを使命とし、バトルナイザーの力を手にしようとしている。テンペラー星人らと共にカネゴンを追って、出現した次元の穴によりアイの街に現れる。バトルナイザーをアイから奪おうと画策する。グローザムの槍で氷漬けにされたが自力で脱出した後、その槍で胸を刺して一矢報いて以降、互いに因縁深い相手になる。アイの世界を自分がいた『ティガ』の世界と思っていたが「ティガがガタノゾーアを倒して以降も活動している」ことをアイから聞かされて、まだ異世界にいたということを知ると彼の前から姿を消した。その後の消息は不明。
ババルウ星人、マグマ星人（第1話～第2話）
辺境の惑星に跳ばされたカネゴンのバトルナイザーを狙う星人。金銭を要求して来て結局、渡さなかったので実力で奪うことにする。ババルウ星人は首まで下ろした髪で熱くなると周りが見えなくなる傾向があり、マグマ星人は冷静な性格をしている。
アイの住む街でガッツウイングやティガとの交戦の最中にカネゴンを発見し、攻撃を仕掛けるがアイが召喚したレッドキングにババルウ星人が投げ飛ばされ、マグマ星人にぶつけられたところをゼペリオン光線でまとめて倒された。
テンペラー星人（第1話～第2話）
カネゴンを追ってティガの世界に迷い込んだ星人。ウルトラ兄弟必殺光線でティガを追い詰めるがレッドキングの参戦で形勢不利となり、一時撤退する。その後の再戦で必殺光線をレッドキングに撃ち込もうとするが「技名が長い」と隙だらけのところにビルによる岩石投げが顔面直撃して昏倒した。止めを刺された描写はないがどうなったかは不明。
ビーコン（第1話）
辺境の惑星でカネゴンが星人に襲われる場面に遭遇し、両者頭をぶつけた。この際、ビーコンが見た映像の電波をアイが偶然拾ったのが異変を知る切っ掛けとなる。
ビラ星人（第3話）
吹雪の街に現れた宇宙人。カネゴンとはぐれてバトルナイザーが使えないアイを襲撃するが駆けつけたティガに倒された。
インペライザー（第3話、第4話）
エンペラ星人の侵略兵器でバトルナイザー奪取のためにグローザムが送り込んだ刺客。再生能力でティガを苦しめ、大剣の他に、左腕をテレビシリーズに登場しなかったドリル状にも変化させた。ティガスライサーで身体を真っ二つにされ、レッドキングに上半身を下半身にぶつけられて爆散した。
グローザム（第4話～第5話、第8話～第10話～第12話）
エンペラ星人に仕える豪将として恐れられた戦士。さらなる力を手に入れるためにバトルナイザーを狙う。キリエロイドを槍刺しで封じ、アイの住む街やダイブハンガーに猛吹雪を起こして機能を停止させた上でインペライザーを送り込む。冷気攻撃で圧倒するが凍結から脱したキリエロイドの奇襲で撤退。以降因縁深い相手となる。ガッツ星人が実験場とした辺境惑星まで追いかけ、アイを襲うがレイオニックバーストへと強化されたレッドキングの超高温に触れられず、アースクラッシャーで異次元の穴に落とされたが跳ばされた過去の惑星ハマーでダークネスフィアを発見し、エンペラ星人こそ宇宙の支配者と証明するためにアーマードダークネスの復活を企む。度重なる戦いで復元できるほどのエネルギーがなく、駆けつけたセブンのワイドショットを受けて粉々になるが…。
アーマードグローザム（第12話）
セブンに倒されたグローザムがアーマードダークネスから暗黒の力を受けて復活した姿。高熱と冷気を纏ったフロストブレイズでレッドキングとEXゴモラに重傷を負わせたがレイオニックバーストを発動したレッドキングのアースクラッシャーで地底の溶岩に落とされ、EX超振動波で鎧を破壊されて溶解した。
ガッツ星人（第4話～第6話）
バトルナイザーを研究するためにアイとカネゴンを拉致して地球から連れ去った宇宙人たち。いつも3人（分身体）で集まって行動を決める。辺境の惑星で自身らに逆らった宇宙人を十字架で磔にするという残虐な性格だがセブンと戦った者たちと比べると話し合いで解決しようとするなど紳士的な物腰を持ち、目を回すなどコミカルな一面もある。自身らの実力を宇宙人でもトップクラスと称するが、アイの指示で2体の分身体が分断され、両者ぶつけられて一体に戻されたところを岩石投げで潰された。
アロン（第4話、第5話）
ガッツ星人の使役怪獣。バトルナイザーの実験用に呼びたされたが乱入したナースと交戦に入る。その後の消息は不明だがナースがアイを襲ってきたので敗北したものと思われる。
ナース（第4話～第6話）
ワイルド星人の怪獣兵器。バトルナイザーを手に入れるためにアロンとの実験に乱入する。その後、アイに襲い掛かるが長い体で拘束したレッドキングの怪力で逆に破壊される。
ワイルド星人（第5話～第6話）
かつて地球人の若い生命を奪おうとした星人、絶滅寸前だったがコールドスリープを繰り返して何とか宇宙世紀まで生き残り、バトルナイザーの怪獣蘇生能力に目を付けた。アイに協力を懇願し、バトルナイザーをもらう筈だったが金銭目当てのカネゴンに邪魔されたために逆上して生命吸収カメラで実力行使に出ようとするが現れたナメゴンの怪光線で死亡する。
ナメゴン（第6話、第7話）
何故かガッツ星人の実験場に生息してワイルド星人を殺した後にアイたちを襲った。アイがカネゴンの説明に「火星怪獣ってここは火星じゃないぞ!!」と疑問をぶつけている。キングオブモンスたちとの戦いではレッドキングに飛び道具（岩石の代わり）にされた。
キングオブモンス（第6話、第7話）
経緯は不明だがガッツ星人が実験場にしていた惑星の鍾乳洞に眠っていた。レッドキングとナースの戦闘音で覚醒し、戦闘に入る。スキューラとバジリスを次々に体から生み出し、レッドキングを追い詰めたが巨大化したカネゴンに分断され、2体が倒されたところで自身はレッドキングが初めて使用した「アースクラッシャー」で倒された。
スキューラ（第7話）
キングオブモンスの腹部から分離して巨大化したカネゴンと戦う。カネゴンの右腕に噛み付いたものの、背中に掴まれたのを振り解こうとしてバジリスに激突する。
バジリス（第7話）
キングオブモンスの背中から分離してレッドキングと戦う。飛行能力で翻弄するが近くにいたナメゴンをぶつけられて転落、地上でカネゴンと戦っていたスキューラと激突して倒れた。
巨大ヤプール（第8話、第9話、第15話～第17話）
イオのいた世界からレイオニクスであるカネゴンを追って現れる。第8話に登場した際はバトルナイザーを巡って争うキリエロイドとグローザムを仲裁し、アイに襲い掛かるがバトルナイザーから現れた謎の球体（後にゼットンの繭と判明）の火球で倒される。その後、別個体が現れたEXゼットンの身体で復活したレイブラッド星人を前に、ヒッポリト星人と共に宇宙連合軍を結成するが全く歯が立たずに全滅した。最終決戦においてレイブラッド星人の再生怪獣軍団として立ちはだかるが憑代のEXゼットンを失ったと同時に解放され、その魂は怪獣墓場へと向かった。
ガメロン（第9話、第10話）
ガッツ星人の実験場に生息していた怪獣。後ろ足がジェットに変形して背中の機器で操作できる。アイを乗せて一緒に空を飛んでいたが飛んできたバードンの風圧で落とされる。その後、カネゴンも乗って行こうとしたが、なぜか彼の言うことは中々聞かなかった。
バードン（第10話）
ガメロンと空を飛んでいたアイに襲い掛かる。助けに現れたアギラを火炎放射で蹴散らし、カネゴンがいなかったためにバトルナイザーを使えなかったアイを追い詰めるがヴィットリオが召喚したEXゴモラに圧倒され、EX超振動波で倒された。
ガダノゾーア（第10話、第11話）
かつてアイがいる世界を闇に包んだ邪神。ティガに倒された筈だが突然復活を遂げてアイたちの前に現れる。アギラを一撃で石化させてしまうほどの力を持ち、レッドキングと助けに来たティガをも圧倒する。しかしアイ、カネゴン、ヴィットリオの勝利を信じる心の光でグリッター化してさらに巨大となったティガとレッドキングの同時必殺技を受けて今度こそ完全に倒される。
ザラブ星人（第12話）
偽ウルトラマンに変身してアイからバトルナイザーを奪おうとするが下手くそな演技で怪しまれ、乱入してきた影美とウルトラマンシャドーに正体を暴かれて退散した。
レディベンゼン星人（第11話、第12話）
打倒ウルトラマンゼアスを目指し、過去の惑星ハマーでシャドー二号機のテストを行っていた。原作同様に影美と名乗っているが同一人物かどうかは不明。アーマードダークネスをシャドーに纏わせることでパワーアップを目論んでいたが、グローザムの怒りを買って氷漬けにされる。
ウルトラマンシャドー（第11話、第12話）
かつてレディベンゼン星人がウルトラマンゼアスを基に誕生させた戦闘ロボットの二号機。一号機同様の技に加え、右腕を射出して攻撃することも出来る。レッドキングとEXゴモラと戦い、ローリングスピンと怪力パンチを続けて受けて破壊された。
アーマードダークネス（第12話、第13話）
ダークネスフィアに封印されていたエンペラ星人の鎧。過去に幾度も破壊されたがレイブラッド星人の暗躍によって再び復活した。鎧を破壊するために駆けつけたウルトラセブンと戦い、共に溶岩に落ちた。その後についてはリンク先の『ウルトラギャラクシー大怪獣バトルNEVER ENDING ODYSSEYに登場したアーマードダークネス』の項目を参照。
ゼットン星人（RB）（第13話）
テレスドンを使役してジラースと交戦しているところをアイたちが目撃する。その後についてはリンク先を参照。
テレスドン（第13話）
ジラースと交戦していた。その後についてはリンク先を参照。
レイモン（バーストモード）（第13話）
『ウルトラギャラクシー大怪獣バトル』で暴走状態になっていたレイ。アイたちにも襲い掛かるが寸前に正気を取り戻し、ハマーにいると自分のように暴走してしまうと警告するが、再び自我を失い彷徨う。詳細は『大怪獣バトルの登場キャラクター#ZAP SPACY』を参照。
ゴモラ（レイオニックバースト）（第13話）
力を制御できずに暴走し、アイたちの見ている前でナツノメリュウを無残に引き裂いた。
リトラ（第13話）
レイのもう一体の使役怪獣。
テンペラー星人（RB）（第13話）
ゴルドンを倒した後、ヴィットリオに勝負を挑まれるが子供だという理由で相手にしなかった。その後についてはリンク先を参照。
アリゲラ（第13話）
ゴルドンを撃破する。その後についてはリンク先を参照。
ジラース、ナツノメリュウ、ゴルドン （第13話）
惑星ハマーのレイオニクスバトルに参戦、脱落した怪獣たち。
ババルウ星人（RB）（第13話）
『ウルトラギャラクシーNEO』の第4話でレイモン（バーストモード）に敗北したレイオニクス。アイを蟻地獄に落とそうとしたがまたもや敗北。今度こそ脱落となって退散した。詳細は上記リンクを参照。
アントラー（第13話）
ゴモラ（レイオニックバースト）に大顎を折られたままの状態であり、蟻地獄にアイを助けようとするレッドキングを攻撃するが、救助されると怪力パンチであっさり絶命した。
バルキー星人（RB）（第14話）
キングザウルス三世を使役していたが、ペダン星人に襲われて射殺された。 
キングザウルス三世（第14話）
上空からペダン星の円盤による集中砲火を受けて爆死した。
キール星人グランデ（第14話）
タイラントの使い手で後にレイの宿敵となる最強格のレイオニクス。自身同様、第二覚醒者となっていたアイに闘争心を燃やして真のレイオニクスバトルを挑むがペダン星人の乱入で中断された。「タイラントの足」と馬鹿にしていたレッドキングが持つ予想以上の能力に興味を持つ。その後についてはリンク先の『ウルトラギャラクシー大怪獣バトルNEVER ENDING ODYSSEYに登場したキール星人グランデ』を参照。
タイラント（第14話）
主であるグランデ同様、最強格に位置する合体怪獣。アースクラッシャーにもビクともしない耐久力を持ち、レッドキングを一方的に攻撃した。グランデがレッドキングに興味を示すと不満の声を上げ、「俺の相棒はお前だけだよ」だと説得されているが…。その後についてはリンク先の『ウルトラギャラクシー大怪獣バトルNEVER ENDING ODYSSEYに登場したタイラント』の項目を参照。
ペダン星のハーラン軍（第14話）
イオが巻き込まれた戦争が原因で崩壊した未来のペダン星から、レイオニクスがその引き金を引いたとして歴史から抹消するために送り込まれた軍勢。
キングジョーブラック（第14話）
ハーラン軍の主力兵器。レッドキングとタイラントとのレイオニクスバトルに乱入。タイラントに倒された。
ダイル（第14話）
行方不明となっていたハーラン軍のレイオニクスハンター。レイオニクスを激しく憎悪し、カネゴンを撃ち殺そうとするがアギラに阻止される。詳細はリンク先の『ウルトラギャラクシー大怪獣バトルNEVER ENDING ODYSSEYに登場したペダン星人』の項目を参照。
ヒッポリト星人（第15話～第17話）
数ある星人の中でも最強格の種族で宇宙連合軍の筆頭。ヒッポリトタールによるEXゼットンの活動停止を狙い、その目論みは成功したかのように見えたがブロンズ化から容易く復活され、100トリリオンメテオで倒された。最終決戦においてレイブラッド星人の再生怪獣軍団として立ちはだかるが憑代のEXゼットンを失ったと同時に解放され、その魂は怪獣墓場に逝った。
宇宙連合軍（第15話～第17話）
ヤプール人の檄でヒッポリト星人を筆頭に結成された反レイブラッド軍。歴代ウルトラシリーズに登場した宇宙人・怪獣・超獣の数多くが揃った大戦力だったが、レイブラッド星人が憑依したEXゼットンのゼットンシャッターを破ることさえ叶わず、その腕力やトリリオンメテオの前に一方的に蹂躙され、ヒッポリト星人のヒッポリトタールさえも通じずに、戦意喪失したところで100トリリオンメテオによって全滅した。最終決戦においてレイブラッド星人の力で蘇るが、憑代のEXゼットンを失ったと同時に解放され、その魂は怪獣墓場に逝った。
ベロクロン（第16話）
アイ達を狙って現れたヤプールの刺客。三体登場したが成長したレッドキングの前に雑魚同然の如く倒された。
EXゼットン（第15話～第17話）
カネゴンのバトルナイザーにセーブされていたゼットンの遺伝子が成長し、繭から誕生したレイブラッド星人の新たな身体。元はケイトの使役していた怪獣だったが自我は完全にレイブラッド星人に呑まれている。トリリオンメテオは最強格の怪獣でさえも一瞬で蒸発させてしまうほどの火力を誇り、ヒッポリト星人のヒッポリトタールでさえ効かない。最強に相応しい力を見せつける。アイのレッドキングとアギラも圧倒するがヴィットリオが援軍としてイオを連れてきたことで再生怪獣軍団をモンスロードし、最終決戦へと突入する。駆けつけたウルトラマンとウルトラセブンに軍団と分断され、ゼットンシャッターの死角となる足下からアースクラッシャーを受けて破られるもゴモラを加えた三大怪獣に全く引けを取らなかった。最後はセブンのウルトラ念力で動きを封じられ、イオとヴィットリオ、アイとカネゴンのレイオニクスパワーを受けたゴモラの超振動波ゼロシュートとレッドキングの最強技ヴォルガニックインパクトを受けて倒される。

## ウルトラマン
初代ウルトラマン
過去の惑星ボリスに封印されていた。キングジョーブラックを倒した後、アラドスを助けて逃げ遅れたイオたちを赤い球体で救い、歴史を護り無事復活出来たことに感謝する。アラドスの首輪を取り外し、イオに未来を託す。その後アイの世界にも現れ、セブンと共にEXゼットンとの最終決戦に参戦した。
ウルトラセブン
レイオニクスを巡る戦いを止めるために動き、過去の惑星ハマーでアーマードダークネスの復活を察知して現れる。アイと協力して戦うが圧倒され、道連れに溶岩に落ちるが、初代マンと共にEXゼットンとの最終決戦に参戦した。なぜ溶岩から助かったのかはリンク先の『劇中での活躍』を参照。
ウルトラマンティガ
アイがいる世界の地球を守る戦士。テレビシリーズとは別次元の存在であり、闇の超古代勢力を倒した後も闘いつづけている。アイがレッドキングを操る姿を見て以降、度々彼を助けている。ガダノゾーアの復活を察知して再戦になり、苦戦を強いられるがアイとカネゴン、ヴィットリオの光を受けてグリッターティガとなると同時、さらに巨大化して勝利する。直後にゼットンの繭から攻撃を受けて消滅するが、アイを迎えに無事な姿を見せる。

## 登場メカ

### 共通（登場メカ）
ボスタング型宇宙船
キール星人ヴィットリオの宇宙船。グランデ機も登場する。
ペダン星円盤（第7話～第9話）
ペダン星人の宇宙船。『ウルトラギャラクシーNEO』に先駆けて巨大な母艦が登場する。内部はキングジョーブラックを収容、出撃可能な他、怪獣を拘束可能なフィールド装置がある。

### 無印（登場メカ）
ナックル星宇宙船（第10話～第11話）
テレビシリーズにも登場したナックル星人の宇宙船。怪獣転送装置が搭載されており、ペダン星に総攻撃をかける。
ドラゴンスピーダー（第16話）
過去のボリスに登場するスペースペンドラゴンの偵察機。
対怪獣戦闘機（第15話、第19話）
怪獣災害時に緊急配備されたZAP SPACYの戦闘機。
エルドラゴン2
『ウルトラギャラクシー大怪獣バトル』に登場したスペースペンドラゴン、ゴースタードラゴンの同型艦。怪獣との戦闘中にプロメテウスの砲撃で墜落する。
戦艦プロメテウス（第13話、第18話、第19話）
惑星ボリスの地下に眠っていた、元は地球製の物に侵略者の手が加えられた巨大戦艦。レイブラッド星人復活のエネルギーを怪獣から奪うために地球に飛来、最凶のロボット怪獣デスフェイサーに変貌する。

### NEO（登場メカ）
ガッツウイング（第1話）
アイの世界で活動する防衛チームGUTSの主力戦闘機。
ガッツ星円盤（第4話、第5話）
テレビシリーズでガッツ星侵略部隊の旗艦として登場した物と同型の船。ナースの攻撃で破壊された。